# 玩具相機攝影

LOMO的全称是Leningradskoye Optiko Mechanichesckoye Obyedinenie(列宁格勒光学仪器厂)，是当今俄罗斯最大的光学仪器生产厂。今天LOMO已经成为LOMO LC-A的代名词。LOMO LC-A是该厂在前苏联时期研制生产的35毫米自动曝光旁轴相机，最初是模仿莱卡的Minox，用来装备前苏联的。20世纪80年代后期停产。

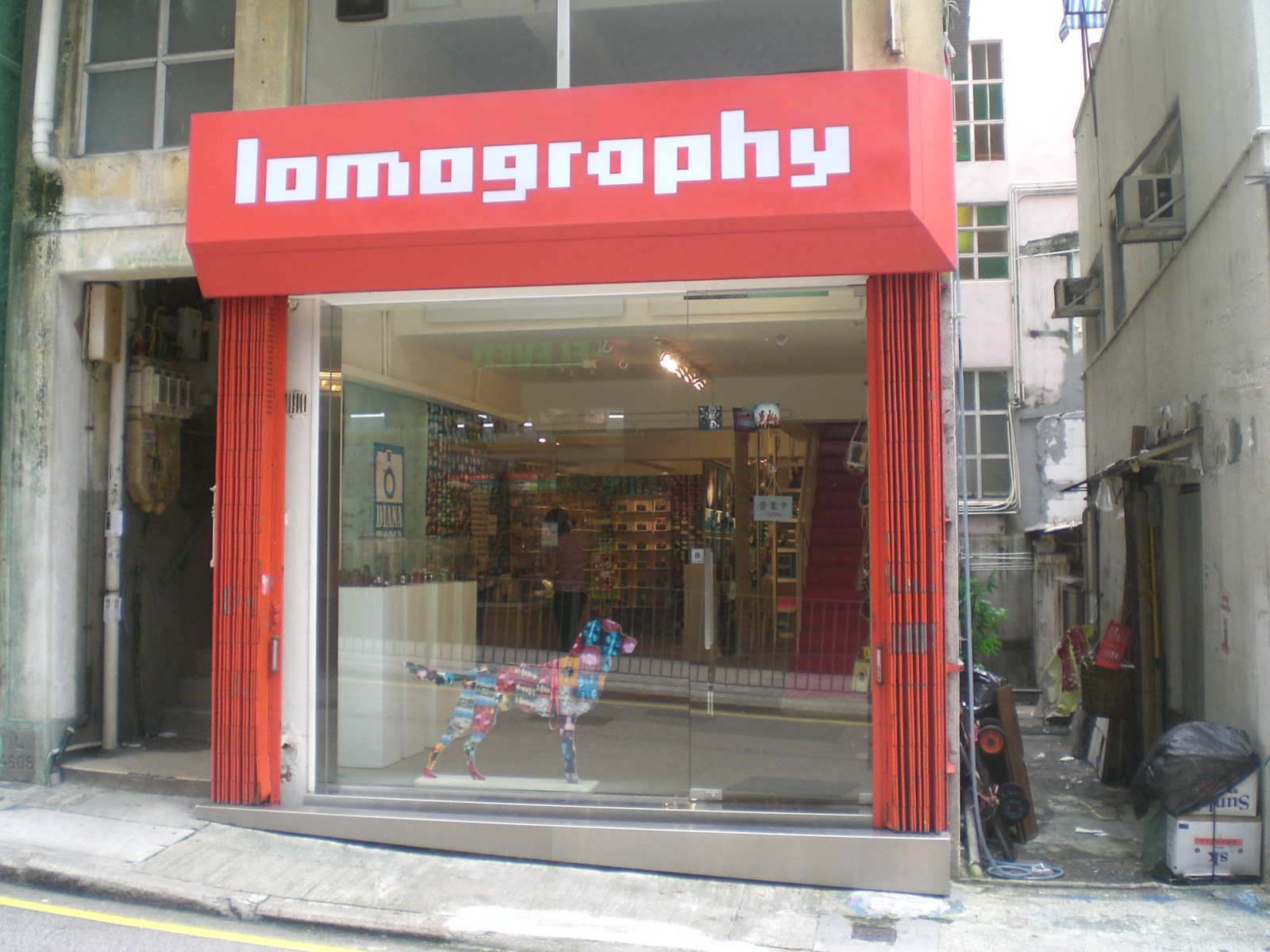
Lomography商店

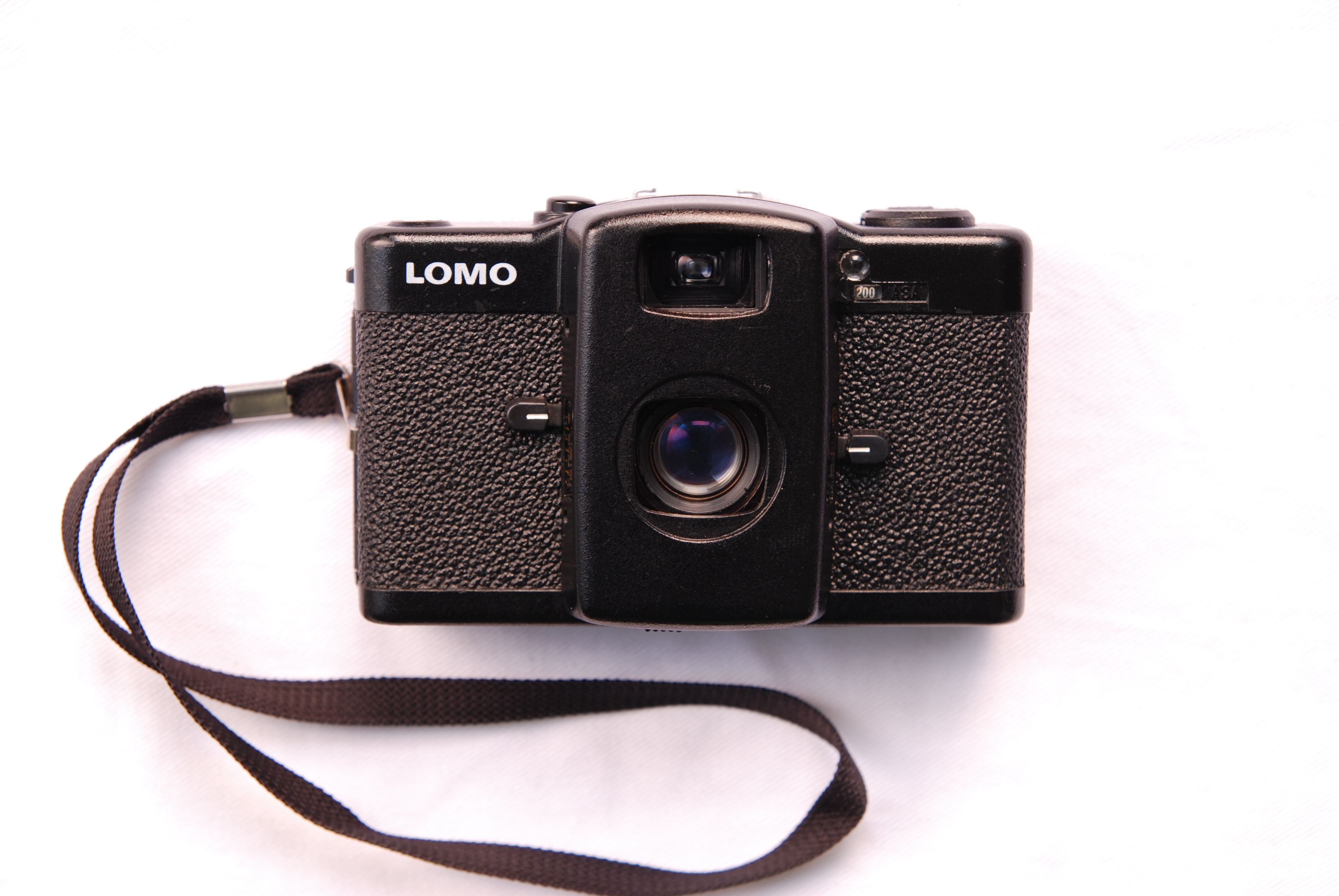
LOMO LC-A相機

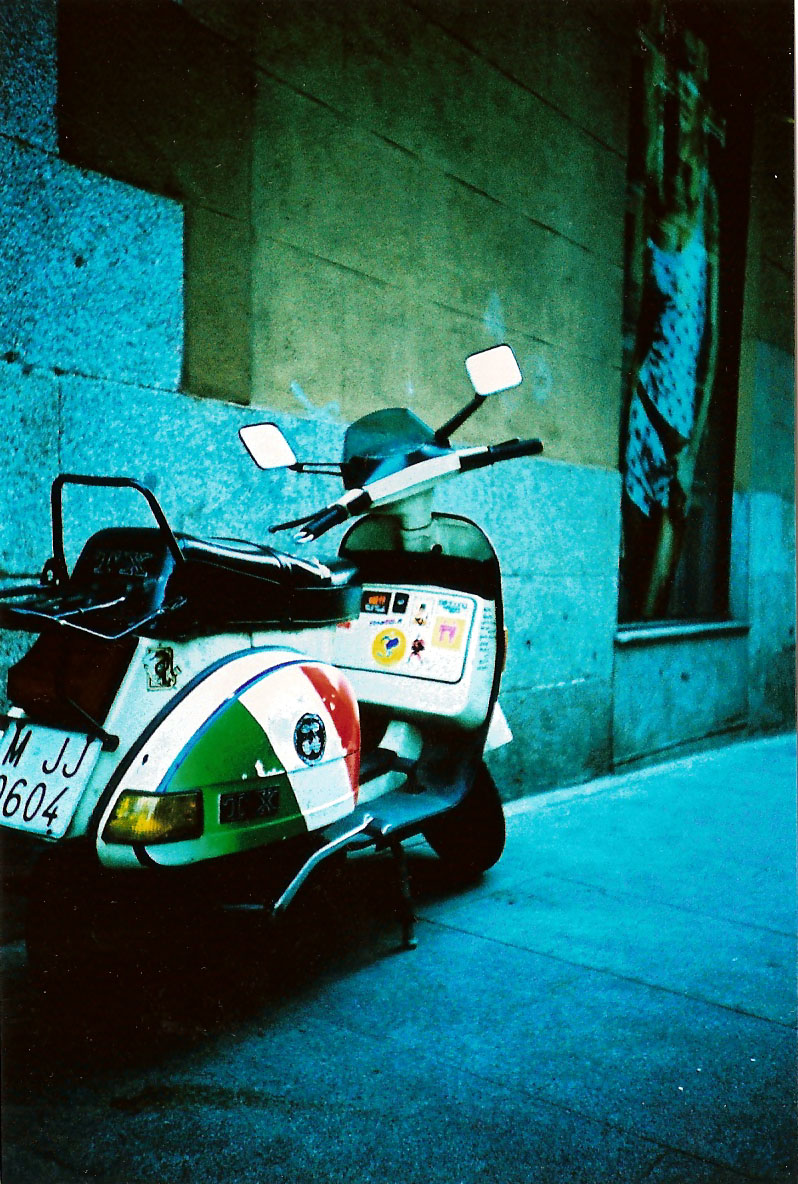
LOMO LC-A所拍的照片的獨特氛圍－－暗角與飽和的色彩

Lomography是奧地利Lomographische AG公司的商標，該公司提供與攝影相關的產品與服務。Lomography的名稱源光學製造商LOMO公司。1980年代，LOMO公司生產了35釐米的全自動相機LOMO LC-A，此產品成為Lomography的市場行銷的核心。
1991年，Lomography創辦人發現了Lomo LC-A相機，他們被其拍出特殊、鮮豔、與有時模糊的相片所吸引。在一連串國際藝術展覽與積極的行銷工作之後，Lomography與LOMO公司簽了獨家的經銷協議。
Lomography代表了一种摄影体验，随性的、没有任何束缚的、回归摄影本源的影象记录方式。其特色有過度飽和、失衡曝光、模糊等。Lomography鼓勵用輕鬆愉快的方式拍攝，利用這些技巧記錄每日生活，尤其LOMO LC-A相機擁有體積小、簡單控制、能夠在昏暗下拍照的特質。
拍摄效果：
- A动作类：动感四格，超级动感四格，八格，四格动画。
- B色彩类：色彩心情，HOLGA（装配外置多彩色片）。
- C形状类：鱼眼，HOLGA（装置外配滤镜）
- D多重曝光：HOLGA  LC－A
- E特殊环境蛙眼
- F多格类：半格，四格，八格，九格
- G技术类：LC－A, 8M, 18K
- H全景类：202摇头将军或者是HOLGA的全景面板

## 外部連結
- 官方網站 （页面存档备份，存于）